# Саловский сельский совет (Кременчугский район)
Саловский сельский совет (укр. Салівська сільська рада) — упразднённая в 2020 году низшая административно-территориальная единица (сельсовет)  в составе
Кременчугского района
Полтавской области
Украины.
Административный центр сельского совета находился в
с. Саловка.
После упразднения с 17 июля 2020 года территория входит в одно из 12 территориальных общин (громад)

## Населённые пункты
- с. Саловка
- с. Карповка
- с. Махновка
- с. Петрашовка